# Balaclava River
Der Balaclava River ist ein Fluss im Südwesten des australischen Bundesstaates Tasmanien. 

## Geografie
Der rund zwölf Kilometer lange Fluss entspringt an den Südhängen des Last Hill in der Südwestecke des Cradle-Mountain-Lake-St.-Clair-Nationalparks. Von dort fließt er nach Südosten bis zum Lyell Highway, wo er zusammen mit dem Patons River den Collingwood River bildet.